# Biston pelidna
Biston pelidna är en fjärilsart som beskrevs av Louis Beethoven Prout 1929. Biston pelidna ingår i släktet Biston och familjen mätare, Geometridae. Inga underarter finns listade i Catalogue of Life.